# 신 칸트 학파
신 칸트 학파에 대해서 설명한다.
칸트에서 시작된 독일 관념론은 1830년대의 헤겔 철학에 이르러 정점(頂點)에 도달하였다. 피히테나 셸링이 칸트 철학의 한계를 극복하려고 한 것이 헤겔에게서 절대관념론(絶對觀念論)으로 완결된 것이다. 그러나 이와 같이 관념론으로 내닫는 경향에 반대하고, 실증적(實證的)·자연주의적(自然主義的)·유물론적(唯物論的)인 실재론(實在論)의 입장을 취하는 학파들이 이미 19세기 초에 나타나기 시작하여 헤겔 철학에 비판적인 태도를 취하기에 이르렀다.
이와 같이 헤겔 학파가 좌·우·중간파로 분열되어 혼선을 일으키고 자연주의·실증주의·통속적 유물론이 한편에서 유행하기 시작하자 이들 양자를 모두 불신하고 오히려 칸트의 담백한 이성비판(理性批判)으로 돌아가 지식·과학의 기초를 새로 정립하려는 움직임이 나타났으니 이것이 바로 신칸트학파(혹은 신칸트주의)이다. 그들은 19세기 후반부터 20세기 초에 걸쳐 칸트 철학을 그의 비판주의(批判主義)에 연결지어 그 정신을 부활·발전시키려고 한 것이다. 여기에는 독일을 중심으로 프랑스·영국·이탈리아 등의 철학자들뿐만 아니라 사회과학자도 다수 포함되어 있다. 헤겔 생전에도 자기의 사상을 칸트에 연결지으려 한 사람들이 있었고, <칸트 전집>이 두 곳에서나 나왔으며, 헤겔 사후에 이런 움직임은 더욱 활발해져 칸트의 입장으로 돌아가 철학을 발전시키려는 노력이 1840년대에 현저해졌다.

## 제1기
19세기 중엽에 통속적 유물론자들의 소박실재론(素朴實在論)이 정신(精神)을 단순한 물질의 부대현상 내지 대뇌(大腦)현상으로 보는 데 반발하여 이것을 인식론적으로 비판하기 위하여 칸트에 접근하는 사람들이 나타났으니 생리학자 헬름홀츠(1821-1894), 철학자 랑게(<유물론자(唯物論者)>) 등이다. 그들은 유물론 역시 다른 형이상학과 마찬가지로 허구적인 것이라고 반박하고 일종의 특수한 아프리오리한 정신의 제 법칙, 즉 정신의 체제가 있지 않으면 안 된다고 하였다. 그러나 '칸트로 돌아가자'는 운동이 본격화된 것은 역시 <칸트와 그의 아류(亞流)들>(1865)을 쓴 리프만이었다. 그는 사실판단도 가치판단도 그것이 성립하기 위해서는 가치적인 요청 또는 규범이 없어서는 안 된다고 하고, 인간이성의 한계내에서 비판적인 형이상학을 수립하려고 하여 칸트 부흥운동에 큰 영향을 끼쳤다.

## 제2기
1870년대부터는 칸트 철학의 연구가 본격화되어 코헨의 <칸트 경험의 이론>(1871)이 나오고, 빈델반트가 <역사와 자연과학>(1874) 속에서 개성기술적 방법과 법칙정립적 방법을 분류하여 새로운 방법으로 제시하였다. 그 밖에 문헌학(文獻學)적인 칸트 연구가 1880년에 융성하여 아르놀, 파이힝거 등의 활약이 있었다.

## 제3기
그러나 신칸트학파의 독자적인 철학체계가 나타나기 시작한 것은 역시 1890년대 이후였다. 마르부르크 학파(혹은 마부르크 학파)에서는 코헨·나토르프·카시러, 서남(독일) 학파에서는 빈델반트·리케르트·라스크 등이 칸트 철학의 입장에서 자기의 철학체계를 구성해 내놓았고, 1896년에는 잡지 <칸트 연구>도 창간되었으며, 이 때부터 개별과학에도 영향을 미치고, 독일 이외의 영국·프랑스·이탈리아 등에도 파급되었다.
법철학에서는 루돌프 슈탐러가 마르부르크 학파의 생각을 순수법학에 응용하였고, 교육학에서는 나토르프가 헤르바르트주의에 대해 사회교육학을 설했으며, 신학에서는 알브레히트 리츨이 종교를 가치판단의 총괄로 보았고, 트뢸치도 신학에서 리츨의 제자로 서남독일학파 계통이다. 베버도 리케르트와 관계가 있고 사회문제에서는 베른슈타인·슈타우딩거·아들러카를 포를렌더 등에게 영향을 주었다. 코헨 자신도 윤리적 사회주의를 부르짖었고, 나토르프는 이를 사회이상주의로 전개시켰다. 프랑스에서는 샤를 르누비에·필롱·라슐리에, 영국에서는 에드워드 케어드·토머스 힐 그린, 이탈리아에서는 카를로 칸토니 등이 신칸트 학파에 속한다.
이와 같이 발전하던 신칸트학파도 1930년대에 와서는 현상학자(現象學者) 후설·하이데거, 마르부르크 학파 출신의 하르트만 등의 칸트 형이상학에 대한 긍정적인 해석, 생철학자(生哲學者) 딜타이·지멜 등의 칸트 인식주관에 대한 새로운 해석이 나오자, 그들로부터 비판을 받고 쇠퇴하게 되었다.

## 같이 보기
- 독일 관념론
- 헤르만 코헨
- 아르투어 쇼펜하우어